# Salem (grup musical)
Salem (de vegades estilitzat com a S4LEM o SALEM) és un grup de música electrònica estatunidenc format a Traverse City (Michigan) per Heather Marlatt, Jack Donoghue i John Holland i és considerat un dels pioners del gènere witch house.
Salem va publicar el seu àlbum de debut King Night el 2010. El 2020, el grup va publicar una mixtape, Stay Down, seguida del seu segon àlbum, Fires in Heaven, ambdós ja sense Marlatt.

## Història
Mentre John Holland vivia a Chicago, va conèixer Jack Donoghue. Salem es va formar oficialment el 2006 després que simultàniament establís amistat amb Donoghue i la seva amiga de l'escola, Heather Marlatt, que compartien pis. El trio va començar a treballar musicalment a l'estudi casolà de Holland. Els dos primers llançaments de la banda són els EP Yes I Smoke Crack i Water, publicats el 2008.
Salem va publicar el seu primer àlbum d'estudi, King Night, el 2010. Va ser inclòs a les llistes dels millors disocs de l'any d'AllMusic, DIY, NME, The Quietus, i Stereogum. La infame actuació de la banda del 18 de març de 2010 al South by Southwest al Fader Fort va rebre valoracions negatives per part de la crítica musical i va provocar que la banda sortís de l'escenari amb xiulets. El 2020 Steven Hyden va escriure per al lloc web Uproxx que va ser «una de les pitjors i més incompetents actuacions musicals d'un artista suposadament professional que ha tingut lloc a principis del segle xxi».
Salem va romandre inactiu des del 2012, sense nous llançaments des del seu EP del 2011 I'm Still in the Night. El 2016, el fotògraf Wolfgang Tillmans va anunciar un nou àlbum de Salem, que va confirmar la notícia al seu compte d'Instagram. Aquell any Salem va tornar oficialment amb una remescla de la cançó de Tillmans «Make It Up as You Go Along», que es va incloure a l'EP Device Control. No obstant això, el grup no va reactivar-se completament fins al maig de 2020, quan Salem va estrenar una nova mixtape titulada Stay Down, que es va presentar a NTS Radio. Aquest reinici es va donar sense la membre original Heather Marlatt, que va declarar públicament que n'havia estat expulsada.
Salem va publicar el seu primer senzill en gairebé una dècada, «Starfall», el 18 de setembre de 2020 a través de Decent Distribution de la discogràfica Mad Decent. El videoclip segueix el viatge de la banda amb veterans rastrejadors de tempestes a través de Tulsa i Dallas durant la temporada de tornados. Va ser dirigit per Donoghue i Holland juntament amb Tommy Malekoff. En un comunicat de premsa es va afirmar que la cançó era «un senyal del treball que estava per venir». El seu segon àlbum Fires in Heaven, que va arribar deu anys després del seu debut, es va publicar el 30 d'octubre de 2020. Juntament amb la seva precomanda el 16 d'octubre, es va presentar un nou senzill titulat «Red River».
El 10 de novembre de 2022 Salem va fer una sessió de DJ sorpresa per a la festa d'inauguració de la botiga insígnia de la marca de roba Supreme a Chicago, que va significar la seva primera actuació en més de 10 anys. Més endavant, el 28 de juliol de 2023, Salem va fer el seu primer concert en solitari en 12 anys. El xou va tenir lloc a El Dorado Bumper Cars de Coney Island i les entrades es van esgotar en qüestió de minuts després de la seva emissió en línia.

## Discografia

### Àlbums d'estudi
- King Night (2010)
- Fires in Heaven (2020)

### EP
- Yes I Smoke Crack (2008)
- Water (2008)
- I'm Still in the Night (2011)

### Remescles
- Gucci Mane – "Bird Flu (Salem Remix)" (2009)[24]
- Gucci Mane – "Round One (Salem Remix)" (2009)[25]
- Playboy Tre – "Sideways (Salem Drag Chop Remix) from ATL RMX (2009)[26]
- Gucci Mane – "My Shadow (Salem Remix)" (2010)[27]
- Health – "In Violet (Salem RMX)" from Health::Disco2 (2010)[28]
- HIM – "In the Arms of Rain (Salem Remix)" from SWRMXS (2010)[29]
- These New Puritans – "Hologram (Salem Remix)" from Hidden Remixes (2010)[30]
- Blonde Redhead – "Penny Sparkle (Salem Remix)" (2011)[31]
- Britney Spears – "Till the World Ends (Salem Remix)" (2011)[32][33]
- Charli XCX – "Stay Away (Salem's Angel Remix)" (2011)[34]
- Interpol – "Try It On (Salem RMX)" (2011)[35]
- Light Asylum – "Shallow Tears (Like a Storm) (Salem Remix)" (2011)[36]
- The Cult – "Elemental Light (Salem Remix)" (2012)[37]
- Wolfgang Tillmans – "Make It Up as You Go Along (Salem Remix)" from Device Control (2016)[38]
- Bladee & Mechatok - "Grace (Salem Remix)" (2021)[39]